# Matilde Díez
Matilde Díez (Madrid, 1818-Madrid, 16 de enero de 1883) fue una actriz de teatro española.

## Biografía

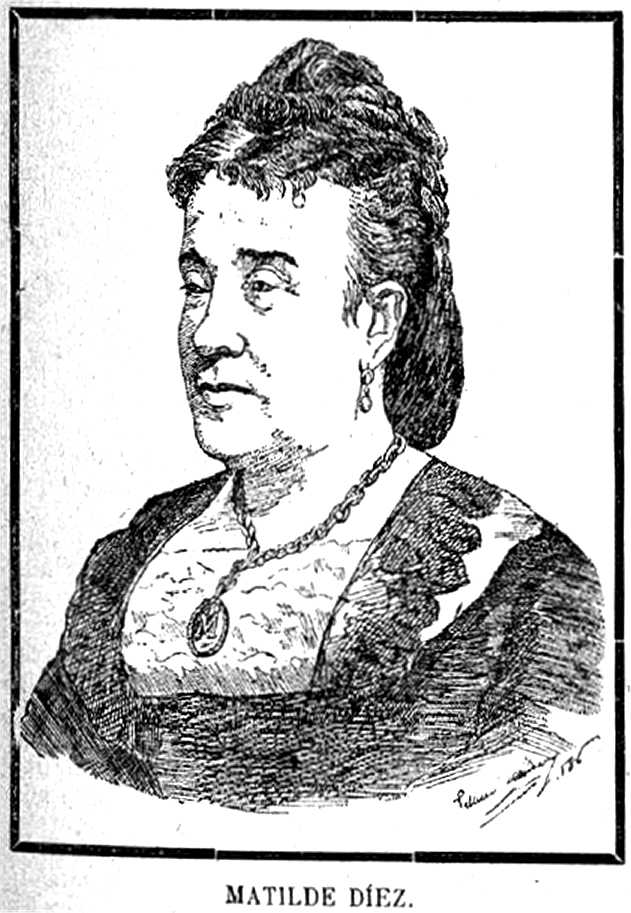
Retrato de Matilde Díez de 1886 aparecido en La Esquella de la Torratxa.

Se inició en la interpretación con tan solo doce años con la obra La huérfana de Bruselas, representada en el Teatro de Cádiz. En 1834 el empresario teatral Juan Grimaldi la contrató para trabajar en Madrid, cosechando su primer éxito con la obra Clotilde, de Federico Soulié.
En 1836 contrajo matrimonio con el actor Julián Romea, con el que tuvo un hijo, Alfredo, en diciembre de 1837. Juntos interpretaron numerosas obras en el Teatro Español, como Gabriela de Belle-Isle o la primera representación de una obra de William Shakespeare directamente traducida del inglés: Macbeth, en 1838 en el Teatro del Príncipe. El matrimonio, sin embargo, estaba muy lejos de estar bien avenido y los siguientes años los pasaron separados.
Consagrada ya como una de las más destacadas actrices españolas del momento, brilló en decenas de representaciones, tales como Catalina Howard, Los amantes de Teruel, La dama duende, Entre bobos anda el juego, Amor de madre, Borrascas del corazón, La trenza de sus cabellos o La institutriz.
Entre 1853 y 1858 se trasladó a América, cosechando nuevos triunfos en Ciudad de México y La Habana. En sus últimos años impartió clase en el Conservatorio de Música y Declamación de Madrid. Entre los reconocimientos públicos destaca su designación como primera actriz de cámara por la reina Isabel II.

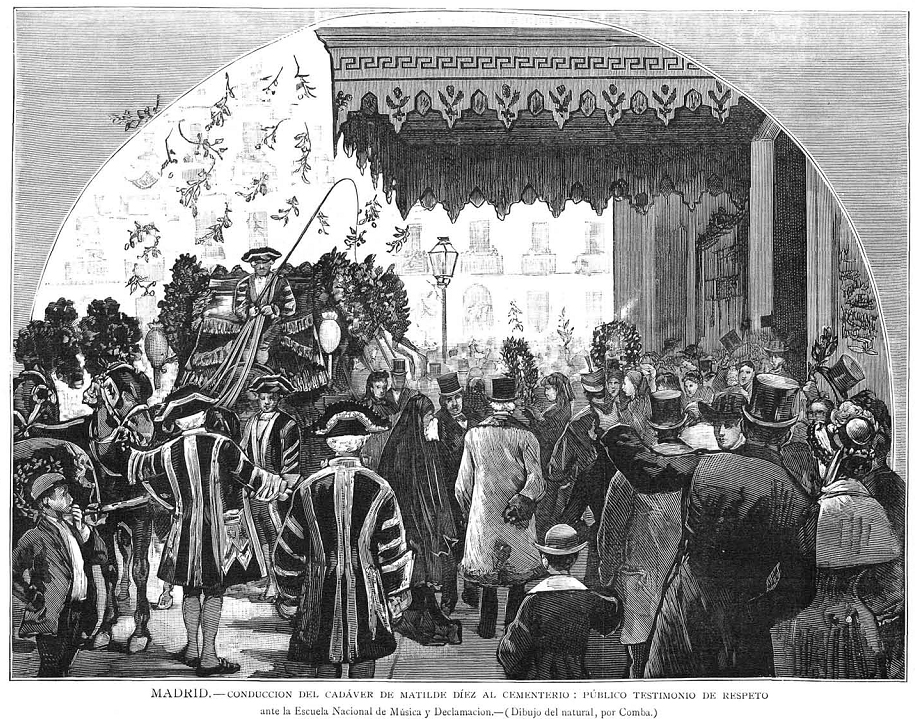
Conducción del cadáver de Matilde Díez al cementerio, dibujo de Juan Comba en La Ilustración Española y Americana.

Fallecida a comienzos de 1883, fue enterrada en el cementerio de San Nicolás. Clausurado dicho cementerio un año después, sus restos fueron trasladados a un panteón de la Sacramental de San Lorenzo y San José de Madrid, donde reposan junto a los de su esposo.